# Morbihan
Morbihan (wymowaⓘ [mɔʀbiˈɑ̃], bret. Mor-Bihan) – francuski departament położony w północno-zachodniej części kraju, w regionie Bretania. Departament został utworzony 4 marca 1790 roku. Oznaczony jest liczbą 56.
Według danych na rok 2020 liczba zamieszkującej departament ludności wynosi 764 tys. osób. Ośrodkiem administracyjnym (prefekturą) departamentu Morbihan jest miasto Vannes. Morbihan zajmuje południową część Półwyspu Bretońskiego. Graniczy z trzema pozostałymi departamentami Bretanii: od zachodu z Finistère, od północy z Côtes-d’Armor, a od północnego wschodu z Ille-et-Vilaine. Ponadto na południowym wschodzie sąsiaduje z departamentem Loara Atlantycka w regionie Kraj Loary. Południową granicę natomiast stanowią wody Zatoki Biskajskiej.
W 2023 roku w skład departamentu wchodziło 249 gmin (lista).

## Miejscowości

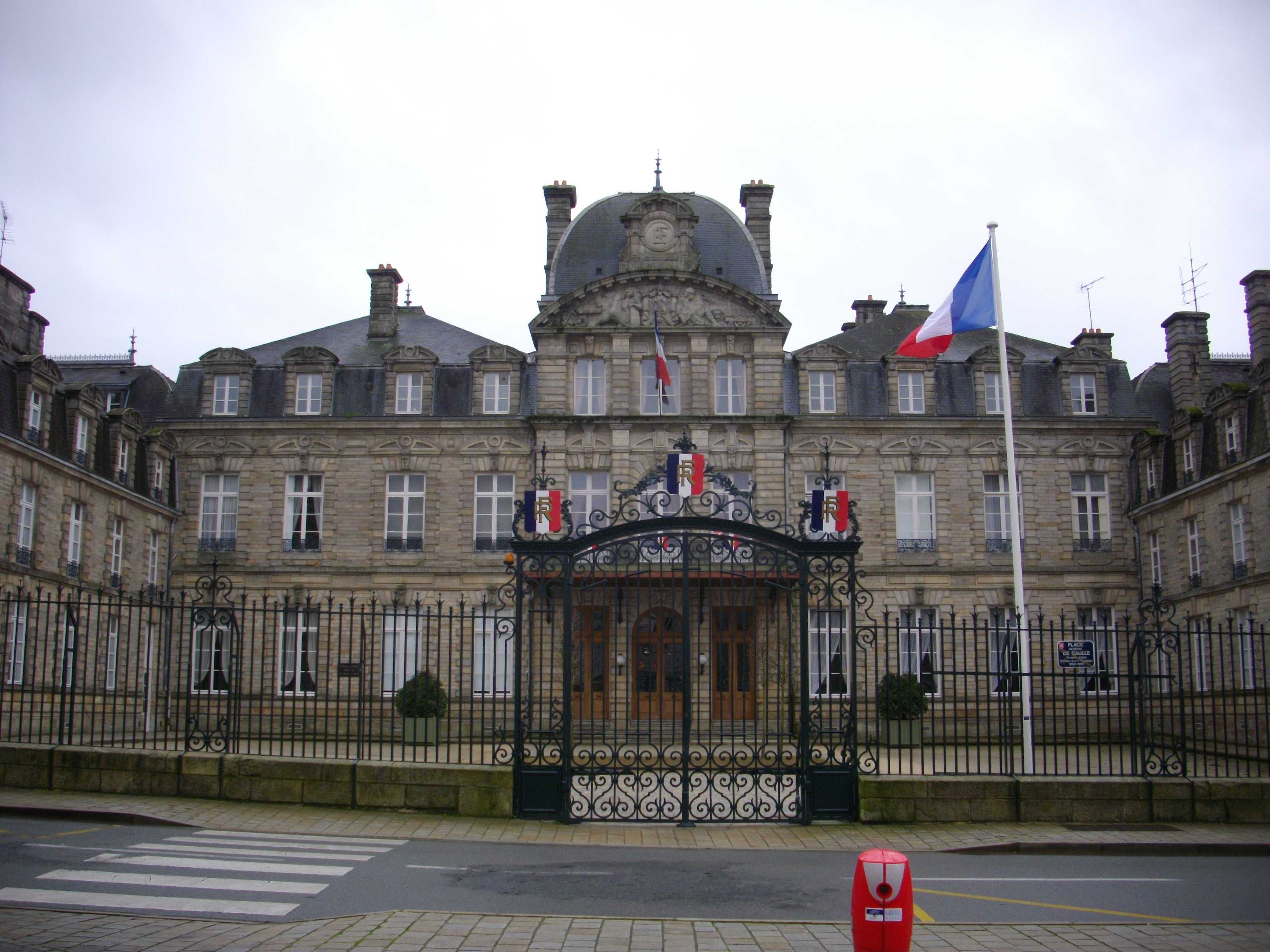
Siedziba prefektury w Vannes

Największe miejscowości departamentu (w nawiasach liczba ludności w 2021 roku):

- Lorient (57 846)
- Vannes (54 420)
- Lanester (23 026)
- Ploemeur (18 591)
- Hennebont (15 746)
- Pontivy (14 774)
- Auray (14 222)
- Guidel (11 947)
- Saint-Avé (11 927)
- Ploërmel (9879)
- Sarzeau (8977)
- Séné (8944)
- Quéven (8790)
- Theix-Noyalo (8403)
- Larmor-Plage (8318)
- Languidic (8047)
- Questembert (8001)
- Pluvigner (7651)
- Caudan (7074)
- Kervignac (6966)
- Brech (6924)
- Ploeren (6699)
- Inzinzac-Lochrist (6571)
- Elven (6436)
- Baud (6228)
- Plescop (6225)
- Pluneret (6140)
- Guer (6068)